# Plan Dalet
Plan Dalet (hebr. ד תוכנית, Tochnit Dalet; pol. plan D) został opracowany w marcu 1948 roku przez żydowską organizację paramilitarną Hagana w Brytyjskim Mandacie Palestyny w celu obrony żydowskich społeczności podczas wojny domowej w Mandacie Palestyny. Jego nazwa pochodziła od czwartej litery alfabetu hebrajskiego „ד” (dalet).
Plan Dalet zakładał podjęcie szeregu działań militarnych, w wyniku których Hagana miała przejąć kontrolę nad terytorium przyszłego państwa żydowskiego, a następnie skutecznie bronić swoich granic i ludzi przed spodziewaną inwazją ze strony sąsiednich państw arabskich. Arabskie miasta i wioski znajdujące się w granicach obszaru przyznanego państwu żydowskiemu miały zostać zajęte, a w przypadku napotkania oporu, ludność miała być wysiedlona poza granice przyszłego państwa Izrael. Jeśli ludność arabska nie stawiała oporu, mogła pozostać pod władzą wojskową. W ocenie historyków Plan Dalet był bardzo kontrowersyjny i pomimo wstępnego założenia, że jest to plan obronny, to w rzeczywistości przyjął postać działań ofensywnych, a integralną częścią strategii okazały się czystki etniczne.

## Historia

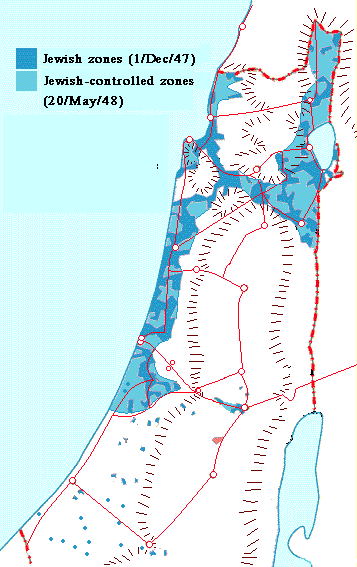
Mapa żydowskich osiedli i dróg w Palestynie, stan na 1 grudnia 1947 r. i na 20 maja 1948 r.

Wraz z rozwojem działalności ruchu syjonistycznego i osadnictwem żydowskim w Palestynie narastał konflikt izraelsko-arabski. Obie strony tego konfliktu dążyły do utworzenia własnych niepodległych państw w Palestynie. Strona żydowska posiadała własną organizację paramilitarną Hagana, która już w lutym 1945 roku przygotowała pierwszy plan mający na celu uzupełnienie działań politycznych odpowiednimi krokami militarnymi. Nazywał się on 'Plan Alef (hebr. תוכנית א), od pierwszej litery alfabetu hebrajskiego „א” (alef). Wzorował się on na dążeniach niepodległościowych Rodezji Południowej. Został tak zaprojektowany, aby stłumić opór palestyńskich Arabów i umożliwić organizacji syjonistycznej przejęcie pełnej kontroli nad Ziemią Izraela . Zakładając, że sąsiednie państwa arabskie przyjdą z pomocą palestyńskim Arabom, rozpoczęto prace nad modyfikacją plan Alef, tworząc we wrześniu 1945 roku plan Bet (hebr. ב תוכנית), od drugiej litery alfabetu hebrajskiego „ב” (bet). Zakładał on rosnący sprzeciw Arabów wobec syjonistycznych planów podziału Palestyny oraz złożone stanowisko Wielkiej Brytanii. Gdy 2 kwietnia 1947 roku sprawa Palestyny została poddana pod obrady Zgromadzenia Ogólnego Organizacji Narodów Zjednoczonych, Hagana przystąpiła do opracowywania kolejnego militarnego planu działania. W maju 1946 roku przedstawiono Plan Gimel (hebr. ג תוכנית), od trzeciej litery alfabetu hebrajskiego „ג” (gimel). Został on przygotowany w celu zwiększenia potencjału militarnego Hagany i wsparcia w razie potrzeby działań politycznych odpowiednimi krokami militarnymi. Dwa pierwsze plany zakładały działania jedynie w przypadku drobnych incydentów zbrojnych, natomiast trzeci plan przedstawiał działania na wypadek inwazji regularnych armii sąsiednich państw arabskich.
Przyjęta 29 listopada 1947 roku Rezolucja Zgromadzenia Ogólnego ONZ nr 181 zakładała podział Palestyny na dwa państwa: arabskie i żydowskie. Społeczność żydowska zaakceptowała ten plan, jednak Arabowie go odrzucili i dzień później doprowadzili do wybuchu wojny domowej w Mandacie Palestyny. Przebieg starć z przełomu listopada i grudnia 1947 roku pokazywał, że arabscy powstańcy są lepiej uzbrojeni i zorganizowani, oraz mogą liczyć na pomoc państw ościennych. Przy tym wszystkim, Brytyjczycy nie interweniowali, a czasami nawet udzielali pomocy lub milczącego wsparcia siłom arabskim. Osamotniona Hagana starała się bronić społeczności żydowskie, zachowując przy tym umiarkowanie. Natomiast separatystyczne grupy Lechi i Irgunu nie podporządkowywały się przywództwu politycznemu palestyńskich Żydów i prowadziły swoje akcje, stosując brutalne metody. Szybko zmieniająca się sytuacja spowodowała, że 18 grudnia 1947 roku Hagana przystąpiła do realizacji planu Gimel – zakładał on ochronę strategicznych obiektów i osad żydowskich, które były narażone na ataki. Cechą szczególną planu było to, że przewidywał on prowadzenie działań odwetowych wymierzonych w strategiczne obiekty arabskie oraz przywódców wojskowych i politycznych wroga – w rejonie żydowskich osiedli, które znajdowały się w szczególnie niebezpiecznych regionach, miały być prowadzone działania zmierzające do rozbicia sił arabskich. Miało to zapewnić tym osiedlom możliwość przetrwania najtrudniejszego pierwszego okresu funkcjonowania nowego państwa arabskiego. Spodziewano się przy tym, że nowe arabskie władze nie będą w stanie w pierwszym okresie zapewnić bezpieczeństwa swoim obywatelom. Jak przewidywano, miał to być najtrudniejszy okres dla obu stron. Plan dopuszczał przy tym niszczenie arabskiego transportu, atakowanie arabskich wiosek, niszczenie domów i wypędzanie ich mieszkańców. Był to jednak plan zdecydowanie defensywny, nie zakładający żadnych poważnych działań ofensywnych ze strony Hagany. Przebieg wojny domowej pokazywał jednak, że Arabowie wygrywali w wojnie o drogi, a zbliżający się termin wycofania ostatnich brytyjskich żołnierzy wiązał się z terminem proklamacji niepodległości Izraela i nieuchronną inwazją arabskich armii. Dotychczasowe żydowskie plany obrony okazywały się niewydolne, a siły obrońców nadmiernie rozproszone po całym kraju. Zmusiło to dowództwo Hagany do poszukiwania nowych rozwiązań. W rezultacie, 11 marca 1948 roku Jigael Jadin ukończył przygotowywanie planu Dalet (hebr. תוכנית ד) – nazwa od trzeciej litery alfabetu hebrajskiego „ד” (dalet). Ten liczący 75. stron dokument wyznaczał zasady działania oraz cele, które Hagana miała osiągnąć w drugiej fazie wojny domowej. Jego głównym celem było zapewnienie ciągłości połączeń terytorialnych jak największej części żydowskich obszarów przyznanych przez rezolucję ONZ nr 181. Była to odpowiedź na prowadzoną przez Arabów wojnę o drogi, oraz przygotowanie sił obrońców na spodziewaną inwazję wojsk z sąsiednich państw arabskich. Zakładał on, że gdy brytyjskie wojska rozpoczną ewakuację z Palestyny, siły Hagany przejmą ich bazy oraz policyjne posterunki (Fort Tegart) w całym kraju. Zdobyte miejsca miały być odpowiednio zabezpieczone i ufortyfikowane. Plan zakładał przy tym likwidację baz przeciwnika, przejecie pełnej kontroli nad głównymi drogami, oblężenie miast arabskich wraz z wysiedleniem wiosek stanowiących potencjalne zagrożenie dla Żydów. Ten ostatni punkt był szczególnie niebezpieczny dla Arabów, gdyż umożliwiał on siłom Hagany pod pretekstem obrony, niszczenie i wysiedlanie całych wiosek arabskich. Rozpoczęcie realizacji planu Dalet zaplanowano na początek kwietnia 1948 roku. Otworzyło to drugą fazę wojny domowej w Mandacie Palestyny, która charakteryzowała się serią żydowskich operacji wojskowych. Hagana przeszła z defensywy do ofensywy. Jego realizacja zajęła około ośmiu tygodni, całkowicie zmieniając położenie społeczności żydowskiej w Palestynie. Wielu arabskich przywódców opuściło kraj, o lokalne dowództwa zostały rozbite. Jednak najbardziej dramatyczną konsekwencją planu Dalet była masowa ucieczka 250-300 tys. palestyńskich uchodźców.
W ramach planu Dalet zostały przeprowadzone następujące operacje:
| Operacja            | Data rozpoczęcia | cel | rezultat         |
| ------------------- | ---------------- | --- | ---------------- |
| Operacja Nachszon   | 1 kwietnia       | otworzenie korytarza komunikacyjnego pomiędzy Tel Awiwem a Jerozolimą                                     | niepowodzenie    |
| Operacja Harel      | 15 kwietnia      | kontynuacja operacji Nachszon, ze skoncentrowaniem wysiłków na zdobyciu arabskich wiosek w rejonie Latrun | niepowodzenie    |
| Operacja Misparajim | 21 kwietnia      | zdobycie Hajfy i wygnanie Arabów                                                                          | sukces           |
| Operacja Chamec     | 27 kwietnia      | zniszczenie arabskich wiosek wokół Jafy                                                                   | sukces           |
| Operacja Jewussi    | 27 kwietnia      | zniszczenie arabskich wiosek blokujących drogę do Jerozolimy                                              | niepowodzenie    |
| Operacja Jiftach    | 28 kwietnia      | uwolnienie wschodniej Galilei od Arabów                                                                   | sukces           |
| Operacja Matatech   | 3 maja           | zniszczenie arabskich wiosek w rejonie Tyberiady we wschodniej Galilei                                    | sukces           |
| Operacja Maccabi    | 7 maja           | zniszczenie arabskich wiosek w rejonie Latrun i penetracja okolic Ramallah                                | niepowodzenie    |
| Operacja Gideon     | 11 maja          | zajęcie Bet Sze’an w Galilei                                                                              | sukces           |
| Operacja Barak      | 12 maja          | zniszczenie arabskich wiosek blokujących komunikację z Negewem                                            | częściowy sukces |
| Operacja Ben Ammi   | 14 maja          | zajęcia Akka i wygnanie Arabów z zachodniej Galilei                                                       | sukces           |
| Operacja Kilszon    | 14 maja          | zajęcie arabskich dzielnic w zachodniej części Jerozolimy                                                 | sukces           |
| Operacja Schfifon   | 14 maja          | zajęcie Starego Miasta w Jerozolimie                                                                      | niepowodzenie    |

## Treść planu

### 1. Wprowadzenie
(A) Celem tego planu jest uzyskanie kontroli nad obszarem państwa Żydowskiego oraz obrona jego granic. Ma on również na celu zdobycie kontroli nad obszarami osiedli żydowskich oraz miejscami ich koncentracji, które znajdują się poza granicami [państwa Żydowskiego], przeciwko siłom regularnym, pół-regularnym, jak i małym siłom działającym z baz wewnątrz lub na zewnątrz państwa.
(B) Plan ten opiera się na trzech poprzednich planach:
1. Plan Bet z września 1945 roku;
2. Plan Gimel z maja 1946 roku;
3. Plan Jehoszua z 1948 roku.
(C) Ponieważ plany te zostały tak zaprojektowane, aby poradzić sobie z sytuacją wewnątrz kraju (dwa pierwsze plany miały do czynienia z pierwszą fazą incydentów, natomiast trzeci plan zakładał możliwość inwazji regularnych wojsk z krajów sąsiednich), celem Plan Dalet jest wypełnienie luk w trzech poprzednich planach i dopasowanie ich do spodziewanej sytuacji na koniec brytyjskich rządów w kraju.

### 2. Podstawowe założenia
Plan ten jest oparty na następujących podstawowych założeniach.
(A) Wróg: 
(1) Przewidywany układ sił:
• Pół-regularne siły Arabskiej Armii Wyzwoleńczej powiązane z Ligą Arabską, które operują z zajętych już baz lub z zajętych w przyszłości baz.
• Regularne siły sąsiednich państw, które przekroczą granice i rozpoczną inwazję, lub będą działać z baz wewnątrz kraju (Legion Arabski).
• Małe siły lokalne, które działają lub będą działać z baz wewnątrz kraju w granicach państwa Żydowskiego.
Wszystkie te trzy siły uaktywnią się w tym samym czasie, zgodnie ze wspólnym planem działania, a czasami będą taktycznie koordynowane.
(2) Aktualne działania oczekiwane od wroga:
• Izolacja i, jeśli to możliwe, okupacja wschodniej Galilei, zachodniej Galilei i Negewu.
• Infiltracja w głąb obszaru Szaron i Doliny Hefer, mniej więcej w kierunkach Kalkilja-Herclijja i Tulkarm-Netanja.
• Izolacja trzech głównych miast (zwłaszcza Tel Awiwu)
• Zakłócenie linii dostaw żywności i innych podstawowych usług, takich jak woda, prąd, itp.
(3) Przewidywana taktyka:
• Ataki sił regularnych i pół-regularnych na osiedla, przy użyciu ciężkiej broni piechoty, a także artylerii polowej, pojazdów opancerzonych i sił powietrznych.
• Naloty powietrzne przeciwko centrom naszych miast (zwłaszcza Tel Awiw).
• Operacje przeprowadzane przez małe siły przeciwko arteriom komunikacyjnym i osiedlom udzielą bezpośredniego wsparciom wymienionym wyżej operacjom taktycznym. Siły te będą również przeprowadzać operacje dywersyjne przeciwko ważnym obiektom gospodarczym i ataki terrorystyczne w miastach.
(B) Władze: 
Plan ten opiera się na ogólnym założeniu, że w trakcie jego realizacji, władze (Brytyjskie) nie będą obecne w tym kraju.
W przypadku, gdy siły brytyjskie nadal będą sprawować kontrolę nad niektórymi obszarami i bazami, plan musi być zmieniony, aby poradzić sobie z tą sytuacją w tych obszarach. W tym zakresie zostaną wydane dodatkowe instrukcje.
(C) Siły międzynarodowe: 
Plan ten opiera się na założeniu, że w kraju nie będą stacjonować siły międzynarodowe zdolne do skutecznego działania.
(D) Cele operacyjne: 
1. Samoobrona przed inwazją sił regularnych lub pół-regularnych. Można osiągnąć w następujący sposób:
• Poprawić system obrony, aby zachować nasze osady, ważne projekty gospodarcze i obiekty, które pozwolą nam prowadzić działania rządowe w granicach państwa (bazując na obronie regionów państwa będących w naszych rękach, i blokując postęp głównymi drogami w głąb terytorium państwa z terytorium wroga lub innych).
• Przeprowadzania zaplanowanych wcześniej kontrataków na bazy wroga i linie zaopatrzeniowe w sercu jego terytorium, lub w granicach państwa (Palestyna) lub w krajach sąsiednich.
2. Zapewnienie swobodnej działalności wojskowej i gospodarczej w granicach państwa (Żydowskiego) i żydowskich osiedli poza jego granicami, przez zajęcie i kontrolowanie ważnych pozycji na wielu arteriach komunikacyjnych.
3. Uniemożliwienie wrogowi użycia stanowisk na pierwszej linii na jego terytorium, które może łatwo wykorzystać do przeprowadzania ataków. Będzie to przeprowadzone przez zajęcie i kontrolowanie ich.
4. Stosowanie presji gospodarczej na wroga przez obleganie niektórych miast, aby zmusić go do rezygnacji z niektórych jego działań w pewnych obszarach kraju.
5. Ograniczenie możliwości wroga poprzez przeprowadzenie ograniczonych operacji: zajęcie i kontrolowanie niektórych jego baz w obszarach wiejskich i miejskich w granicach państwa.
6. Kontrola działalności rządowej i mienia w granicach państwa, oraz zapewnienie w sposób efektywny dostępu do podstawowych usług publicznych.

### 3. Przydział zadań
W świetle przedstawionych powyżej celów operacyjnych, różne służby wojskowe mają przypisane następujące obowiązki:
(A) Wzmocnienie stałego systemu obrony zaprojektowanego w strefach obrony, wdrożenie jego i koordynacja na szczeblu regionalnym. Ponadto, poprzez odpowiednie działania i środki muszą być zablokowane główne drogi dojazdowe wroga na ziemiach państwa.
(B) Konsolidacja aparatu obronnego.
(C) Dyslokacja w największych miastach.
(D) Kontrolowanie głównych arterii komunikacyjnych na terenie całego kraju.
(E) Okrążenie miast wroga.
(F) Zajęcie i kontrolowanie pozycji frontowych wroga.
(G) Kontrataki wewnątrz i poza granicami państwa.
(A) Poprawa systemu obrony
(1) Stały system obrony w obszarach wiejskich zależy od dwóch głównych czynników: z jednej strony za pomocą chronienia obszarów utrzymuje się obwód linii obronnych, a z drugiej strony blokuje się główne szlaki transportowe wykorzystywane przez wroga.
(2) Ustalenia dotyczące bezpieczeństwa odnoszące się do stref w obszarach wiejskich, pierwotnie obliczone na odpieranie małych sił wroga, muszą być modyfikowane w zakresie planowanie i wzmocnienia przez indywidualne działania taktyczne, gdy podejrzewa się użycie regularnych lub pół-regularnych sił wroga. Zostanie to przeprowadzone zgodnie z instrukcjami wydanymi przez oddział odpowiedzialny za obronę i dowodzenie w obszarach wiejskich.
(3) Ponadto, jeśli weźmiemy pod uwagę środki taktyczne możliwe do użycia przez wroga, należy dołożyć starań, aby przejść z obrony pozycyjnej do obrony regionalnej, tak że jednostka broni region, a nie strefę.
(4) W tym celu należy podjąć następujące kroki:
a) Przekształcenie sztabu regionalnego ze sztabu administracyjnego w sztab generalny (wybór lokalizacji, stworzenie sieci komunikacyjnej, itp.).
b) Stworzenie regionalnej rezerwy mobilnej, aby używać siły w wyznaczonych strefach w celu wzmocnienia sił lub przeprowadzenia kontrataku w strefach każdego regionu, zgodnie z wcześniej przygotowanymi planami.
c) Adaptacja i włączenie planów dotyczących fortyfikacji i otwarcia ognia w strefach w tych regionach, gdzie jest to możliwe, z uwzględnieniem warunków geograficznych i rodzajów używanej broni. Plany te muszą być także skoordynowane z działalnością regionalnych mobilnych rezerw.
(5) Osady, które ze względu na ich położenie geograficzne nie mogą być ujęte w planie regionalnej stałej obrony, muszą być zorganizowane w lokalnych strefach obronnych. W związku z powyższym muszą być wyposażone w możliwości blokowania dróg transportowych wykorzystywanych przez wroga, lub jeśli będą takie możliwości taktyczne, do przejęcia kontroli, stworzenia umocnień i barykad i położenia in, itp. Będzie to dodatkowym aktywowaniem stref obronnych. Do przeprowadzenia opisanych poniżej zadań muszą być przypisane dodatkowe siły. Wytyczne te odnoszą się również do izolowanych regionów.
(6) Blokowanie głównych szlaków transportowych wroga.
a) Główne szlaki transportowe, które łączą jego ziemie z ziemiami państwa, takie jak drogi, mosty, główne przełęcze, ważne skrzyżowania, ścieżki, itp. muszą być zablokowane poprzez: akty sabotażu, wybuchy, serie barykad, pola minowe, a także kontrolowanie okolicy w pobliżu dróg i zajęcie tam stanowisk.
b) Oprócz systemu stałej obrony należy ustawiać systemy barykad. Taktyczne plany dotyczące barykad muszą być dostosowane i skoordynowane z planami obronnymi dotyczącymi stref znajdujących się w pobliżu tych barykad. Jeżeli jest to możliwe, to muszą również być koordynowane z regionalnymi planami obrony, z geograficznego punktu widzenia.
(B) Konsolidacja systemów obrony i fortyfikacji
Jeśli system stałej obrony ma być skuteczny, i jeśli tyły tego systemu mają być chronione, następujące operacje muszą być przeprowadzone:
1. Zajęcie posterunków policji.
2. Kontrola instytucji rządowych oraz świadczenie usług w każdym regionie.
3. Ochrona średnich arterii komunikacyjnych.
4. Organizowanie operacji przeciwko skupiskom wroga znajdującym się wewnątrz lub w pobliżu naszego systemu obronnego, w celu zapobiegania użyciu ich jako baz dla aktywności sił zbrojnych. Operacje te można podzielić na następujące kategorie:
a) Niszczenie wiosek (podpalanie, wysadzanie, podkładanie min w gruzach), zwłaszcza tych skupisk ludności, które są trudne do kontrolowania w sposób ciągły.
b) Organizowanie operacji poszukiwawczych i sprawowanie kontroli zgodnie z następującymi wytycznymi: okrążenie wsi, prowadzenie przeszukiwań wewnątrz niej. W razie napotkania oporu, siły zbrojne muszą być zniszczone, a ludność musi być wydalona poza granice państwa.
Wioski, które są wysiedlane w sposób opisany powyżej, muszą być ujęte w systemie stałej obrony i konieczne jest ich ufortyfikowanie.
W przypadku nie napotkania na opór, żołnierze garnizonu wejdą do wsi i zajmą w niej pozycje, oraz w miejscach, które umożliwiają pełną kontrolę taktyczną. Dowódca jednostki skonfiskuje broń, urządzenia łączności bezprzewodowej oraz pojazdy silnikowe we wsi. Ponadto, zostaną zatrzymane wszystkie osoby podejrzane politycznie. Po konsultacji z (Żydowskimi) władzami politycznymi, zostanie ustanowiony organ składający się z ludzi ze wsi do administrowania sprawami wewnętrznymi wioski. W każdym regionie, zostanie mianowana (Żydowska) osoba odpowiedzialna za zorganizowanie spraw politycznych i administracyjnych wszystkich (Arabskich) wsi i skupisk ludności, które znajdują się w tym regionie.
(C) Dyslokacja w największych miastach
Pozycje w dużych miastach zostaną zajęte według następujących zasad:
1. Zajęcie i kontrola obiektów rządowych i mienia (urzędów pocztowych, central telefonicznych, stacji kolejowych, posterunków policji, portów, itp.).
2. Ochrona wszystkich ważnych usług publicznych i instalacji.
3. Zajęcie i kontrola wszystkich izolowanych Arabskich dzielnic położonych pomiędzy naszymi centrami miejskimi i Arabskimi centrami miejskimi, szczególnie tych dzielnic, które kontrolują drogi wyjazdowe i wjazdowe do miasta. Dzielnice te będą kontrolowane zgodnie z wytycznymi zawartymi w przeszukiwaniu wiosek. W przypadku napotkania na opór, ludność zostanie wydalona z Arabskiego centrum miejskiego.
4. Okrążenie Arabskiego centrum miejskiego i jego izolacja od zewnętrznych ciągów komunikacyjnych, a także w miarę możliwości rozwiązanie jego podstawowych usług (woda, prąd, paliwo, itp.).
(D) Kontrolowanie głównych arterii komunikacyjnych na poziomie regionalnym
1. Zajęcie i kontrola miejsc, które wchodzą w obręb głównych regionalnych arterii komunikacyjnych, takich jak posterunku policji, pompy wodne, itp. Te powyższe miejsca zostaną przekształcone w ufortyfikowane stanowiska nadzoru, a w razie potrzeby mają być wykorzystane jako bazy dla mobilnej obrony. (W wielu przypadkach operacja ta będzie koordynowana z zajmowaniem posterunków policji, co ma na celu konsolidację systemu stałej obrony.)
2. Zajęcie i kontrola Arabskich wiosek, które stanowią poważną przeszkodę dla każdej z głównych arterii komunikacyjnych. Operacje przeciw tym wsiom będą prowadzone zgodnie z wymogami podanymi w pozycji odnoszącej się do przeszukiwania wiosek.
(E) Okrążenie miast wroga odbędzie się zgodnie z następującymi wytycznymi: 
1. Odizolowanie ich od arterii komunikacyjnych, przez podłożenie min, wysadzenie mostów i system stałych zasadzek.
2. Jeśli będzie to konieczne, zajęcie wysokich punktów, które wchodzą w arterię komunikacyjną prowadzącą do miast wroga i ufortyfikowanie naszych jednostek na tych pozycjach.
3. Zakłócanie podstawowych usług, takich jak prąd, woda i paliwo, poprzez zagarnięcie zasobów gospodarczych dla nas lub sabotaż.
4. Uruchomienie operacji morskiej przeciwko miastom, które mogą otrzymywać dostawy drogą morską, w celu zniszczenia statków przewożących zaopatrzenie, jak również poprzez przeprowadzenie aktów sabotażu wobec obiektów portowych.
(F) Zajęcie i kontrolowanie pozycji frontowych wroga
Ogólnie rzecz biorąc, celem tego planu nie jest prowadzenie operacji poza granicami państwa Żydowskiego. Jednak w stosunku do baz wroga leżących bezpośrednio w pobliżu granicy, które mogą być używane jako trampolina do infiltracji na terytorium państwa, muszą zostać one tymczasowo zajęte w celu poszukiwania wrogów według powyższych wytycznych, a następnie muszą być włączone do naszego systemu obronnego do momentu zakończenia operacji.
Bazy zlokalizowane na terytorium wroga, które są przeznaczone do czasowego zajęcia i kontrolowania, zostaną wymienione w celach operacyjnych dla poszczególnych brygad.
(G) Kontrataki wewnątrz i poza granicami państwa
Kontrataki będą używane jako środki pomocnicze dla stałego systemu obrony, aby przetrwać zorganizowane ataki zapoczątkowane przez pół-regularne i regularne siły wroga, z baz położonych wewnątrz i poza granicami państwa.
Kontrataki będą przeprowadzane zgodnie z następującymi wytycznymi:
1. Ataki dywersyjne; to jest gdy przeciwnik rozpoczyna atak na jedno z naszych terytoriów, (nasze siły uruchomią) kontratak głęboko we wnętrze innego obszaru kontrolowanego przez wroga, w celu odwrócenia uwagi jego sił w kierunku kontrataku.
2. Uderzenia w trasy transportowe i zaopatrzeniowe w głębi terytorium wroga, zwłaszcza wobec regularnych sił wroga, które dokonują inwazji zza granicy.
3. Atakowanie od tyłu baz wroga, zarówno wewnątrz kraju (Palestyna), jak i poza jego granicami.
4. Kontrataki będą ogólnie postępować w następujący sposób: siły o wielkości średnio batalionu, przeprowadzą głęboką infiltrację i rozpoczną skoncentrowane ataki na skupiska ludności i bazy wroga, w celu ich zniszczenia wraz z będącymi tam siłami wroga;
alternatywnie, siły te mogą podzielić się do przeprowadzenia dodatkowych operacji, takich jak akty sabotażu i dywersji na wojskowych szlakach komunikacyjnych i arteriach.
5. Szczegółowy wykaz kontrataków będzie zawarty na liście celów operacyjnych Strategicznych Sił Mobilnych (Palmach).

### 4. Powinności Sił Zbrojnych
(A) Podział powinności stałego systemu obronnego: 
1. W gestii sił Straży (KHIM) są następujące zadania: obrona stref i pojedynczych ufortyfikowanych stanowisk, tworzenie rezerw regionalnych.
2. W ramach systemu stałej obrony Korpus Polowy (KHISH) jest odpowiedzialny za następujące zadania:
Operacje blokowania wrogich szlaków transportowych. W tym celu, do każdej operacji blokowania zostanie przydzielona określona jednostka Korpusu Polowego, odpowiednia do rodzaju zadania, na podstawie jego znaczenie, rodzaju i rozmiaru.
Ponadto, Korpus Polowy będzie odpowiedzialny za wykonywanie obowiązków związanych z konsolidacją systemu stałej obrony, jak określono to w sekcji 3 (b).
3. W szczególnych i wyjątkowych sytuacjach, jednostki Korpusu Polowego mogą być rozmieszczone w regionach i strefach, lub w odosobnionych i umocnionych pozycjach, w celu wzmocnienia regionalnej lub strefowej obrony. Należy dołożyć starań, aby o ile to możliwe, zmniejszyć liczbę takich przypadków.
4. Oprócz obowiązków opisanych powyżej, do powinności Korpusu Polowego należy organizowanie w ramach ustalonego systemu obronnego lokalnych kontrataków z udziałem jednostek nie mniejszych niż kompania (jeżeli jest to możliwe, powinny być stosowane większe jednostki) w celu zablokowania linii odwrotu atakujących jednostek wroga i zniszczenia ich. Kontrataki te zazwyczaj rozpoczną się ze stałych baz operacyjnych, które w kontekście obowiązków zostaną określone dla sił polowych, które odpowiadają za region w całości. Instrukcje te wymagają, aby w miarę możliwości tak zorganizować siły polowe, by były skoncentrowane, i nie były podzielone na jednostki wtórne.
5. Dowodzenie w przypadkach wymienionych powyżej będzie zgodne z Aneksem nr 1 do Rozporządzenia w sprawie Regionalnej Infrastruktury z listopada 1947 roku.
6. Jeżeli system blokowania (siły polowe, które są odpowiedzialne za obronę) jest włączony do systemu strefowej lub regionalnej obrony, dowódca odpowiedniego batalionu Korpusu Polowego wyznacza dowódcę odpowiedzialnego za cały system obrony.
(B) Oprócz zadań powierzonych brygadom Korpusu Polowego w kwestiach dotyczących konsolidacji systemu stałej obrony, brygady będą również wykonywać następujące czynności:
Konsolidacja pozycji w miastach.
Kontrola głównych arterii komunikacyjnych na terenie całego państwa.
Okrążanie miast wroga.
Zajmowanie i kontrola pozycji wroga na linii frontu. Zostanie to wykonane zgodnie z zadaniami operacyjnymi przypisanymi poszczególnym brygadom Korpusu Polowego.
1. W celu przeprowadzenia jednego lub wszystkich z tych zadań, najwyższe dowództwo może przypisać jednostki Strategicznych Sił Mobilnych (Palmach), które stanowią rezerwę Korpusu Polowego w całym państwie.
2. W trakcie realizacji wspólnych misji Korpusu Polowego z jednostkami Strategicznych Sił Mobilnych (Palmach), dowództwo przypadnie brygadzie Korpusu Polowego, która kontroluje obszar, w którym jednostki te działają.
3. Po zakończeniu misji, jednostki Strategicznych Sił Mobilnych (Palmach) powrócą do rezerwy dla całego kraju.
4. Należy dążyć, aby jeśli to możliwe, zapewnić, że okres, w którym jednostki rezerw ogólnokrajowych są przypisane do Korpusu Polowego był jak najkrótszy.
(C) 1. Strategiczne Siły Mobilne (Palmach) są odpowiedzialne za przeprowadzanie kontrataków wewnątrz i poza granicami państwa.
2. Najwyższe dowództwo, jeśli uzna to za stosowne, może zmniejszyć liczbę obowiązków przypisanych do jednej lub więcej brygad Korpusu Polowego (związane z oblężeniem miast wroga, kontrolą szlaków komunikacyjnych i zajmowaniem pozycji na linii frontu) i przeznaczyć je bezpośrednio zamiast Strategicznych Sił Mobilnych (Palmach).
(D) Różne departamenty i służby sztabu generalnego są zobowiązane do wypełniania powyższych zaleceń planu w ich różnych obszarach odpowiedzialności oraz przedstawić plany dla brygad Korpusu Polowego.